# Góry Kaczawskie
Góry Kaczawskie (niem. Bober-Katzbach-Gebirge, czes. Kačavské hory) (332.35) – pasmo górskie położone w południowo-zachodniej Polsce, na Dolnym Śląsku, w północno-zachodniej części Sudetów, w Sudetach Zachodnich. Rozciąga się na długości ponad 30 km, zajmując powierzchnię około 227 km². Za najwyższą kulminację pasma uznawane bywają różne, zbliżone do siebie wysokością góry: Okole, Folwarczna, Skopiec lub Baraniec. Nowe pomiary wskazują, że najwyższym spośród podawanych szczytów jest Okole.

## Położenie
Od północy graniczą z Pogórzem Kaczawskim, od wschodu z Pogórzem Wałbrzyskim, od południowego wschodu z Górami Wałbrzyskimi, od południa z Rudawami Janowickimi i Kotliną Jeleniogórską i od zachodu z Pogórzem Izerskim.

## Budowa geologiczna
Góry Kaczawskie zbudowane są przede wszystkim ze skał tzw. metamorfiku kaczawskiego. Niewielkie partie na północy i zachodzie należą do niecki północnosudeckiej, na wschodzie do niecki śródsudeckiej, południowe skrawki Gór Ołowianych w przełomie Bobru do bloku karkonosko-izerskiego, a dokładnie wschodniej jego części – wschodniej osłony granitu karkonoskiego, a niewielkie fragmenty na południowym zachodzie – na północ od przełomu Bobru w rejonie Siedlęcina i Pilchowic – do metamorfiku izerskiego w tymże bloku karkonosko-izerskim.
Zbudowane są ze skał metamorficznych: zieleńców, diabazów, fyllitów, różnych odmian łupków serycytowych i serycytowo-kwarcowych, czasami z grafitem, marmurów (wapieni krystalicznych kalcytowych i dolomitowych), wapieni, porfiroidów, keratofirów. Lokalnie występujące różne odmiany amfibolitów i łupków łyszczykowych (na południowym wschodzie) oraz gnejsów i łupków łyszczykowych (na południowym zachodzie) należą do bloku karkonosko-izerskiego. Na podłożu metamorficznym zalegają skały osadowe: zlepieńce, piaskowce, mułowce, iłowce i wapienie oraz skały wulkaniczne: porfiry, melafiry, diabazy, hornblendyt oraz bazalty powstałe w górnym karbonie, permie, górnej kredzie i trzeciorzędzie.
Starsze skały krystaliczne przykryte są na stokach kenozoicznymi rumoszami skalnymi i glinami zboczowymi, a w obniżeniach piaskami i żwirami oraz lokalnie lessami. Wreszcie w dolinach rzek i potoków występują plejstoceńskie i holoceńskie osady: żwiry, piaski, muły (mady rzeczne).

## Rzeźba terenu
Składają się z czterech grzbietów: Północnego, Małego, Południowego i Wschodniego. Trzy pierwsze mają przebieg północny zachód – południowy wschód, Grzbiet Wschodni ma kształt nieregularny i rozciąga się południkowo.
Poszczególne grzbiety tworzą rozległe masywy o urozmaiconej linii grzbietowej i stosunkowo łagodnych zboczach. W wielu miejscach można spotkać skałki zbudowane z różnych skał – zieleńców, diabazów, marmurów, łupków oraz piaskowców i zlepieńców, a w przełomie Bobru – amfibolitów.
W związku z wielowiekową działalnością górniczą kamieniołomy, przede wszystkim wapieni, stały się jednym z elementów rzeźby. Najbardziej znanym przykładem jest Góra Połom – z widocznymi ze wszystkich prawie stron pionowymi ścianami wyrobisk.

### Grzbiet Północny

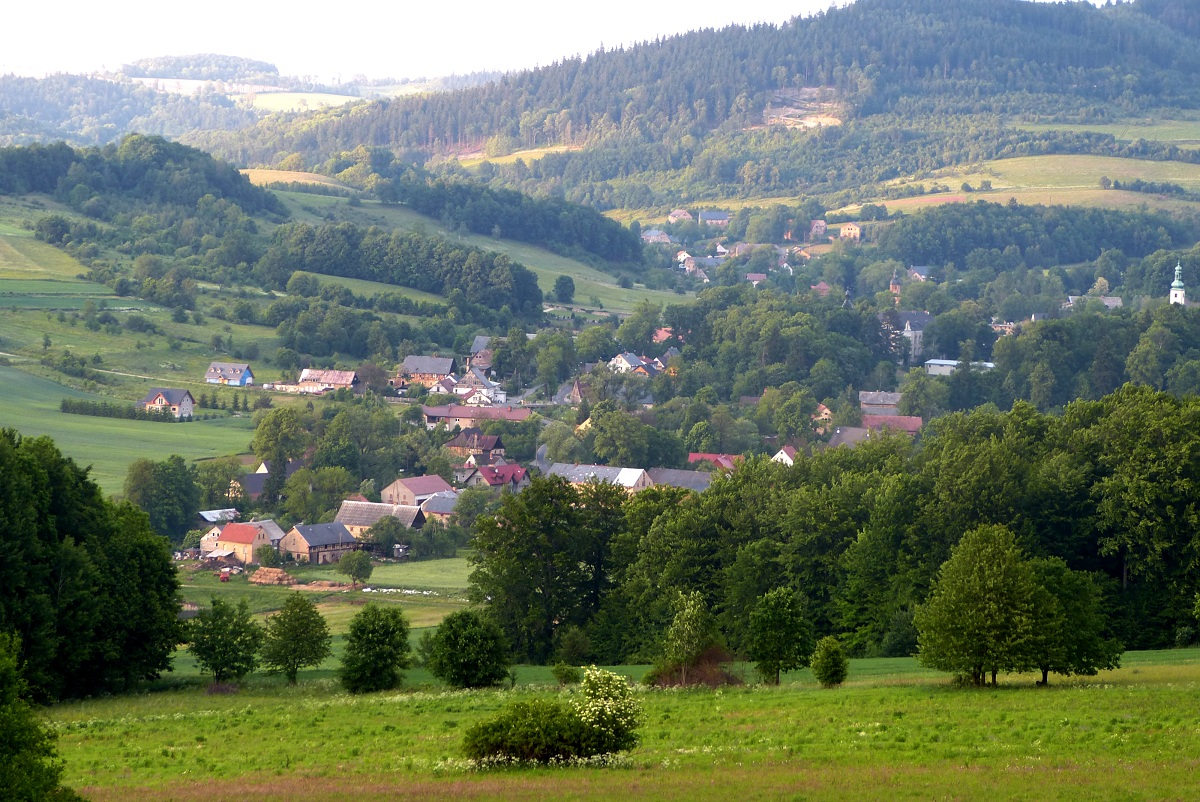
Widok na Czernicę i Chrośnickie Kopy

Sięga najdalej na północny zachód. Ku północy opada w stronę Pogórza Kaczawskiego, a na zachodzie dolina Bobru oddziela go od Pogórza Izerskiego. Ciągnie się od Wlenia do Wojcieszowa Dolnego. Jest stosunkowo wąski, za to kręty. Masyw Okola odznacza się wąską linią grzbietu i stromymi stokami. Najwyższym szczytem jest Okole (725 m), łączące się w jeden masyw z Leśniakiem (667 m). Od Okola ku północnemu zachodowi ciągnie się grzbiet ze szczytami: Sołtysie Skały (695 m), Leśniak, Wywołaniec (543 m), dalej Rogatka (490 m), Skała (485 m), Babiniec (486 m), Tarczynka (422 m) i Szubieniczna (325 m), a ku południowemu wschodowi: Pańska Wysoczka (658 m), Świerki (561 m). Na wschód od niego leżą: Gackowa (549 m) i Radostka (532 m).

### Grzbiet Południowy

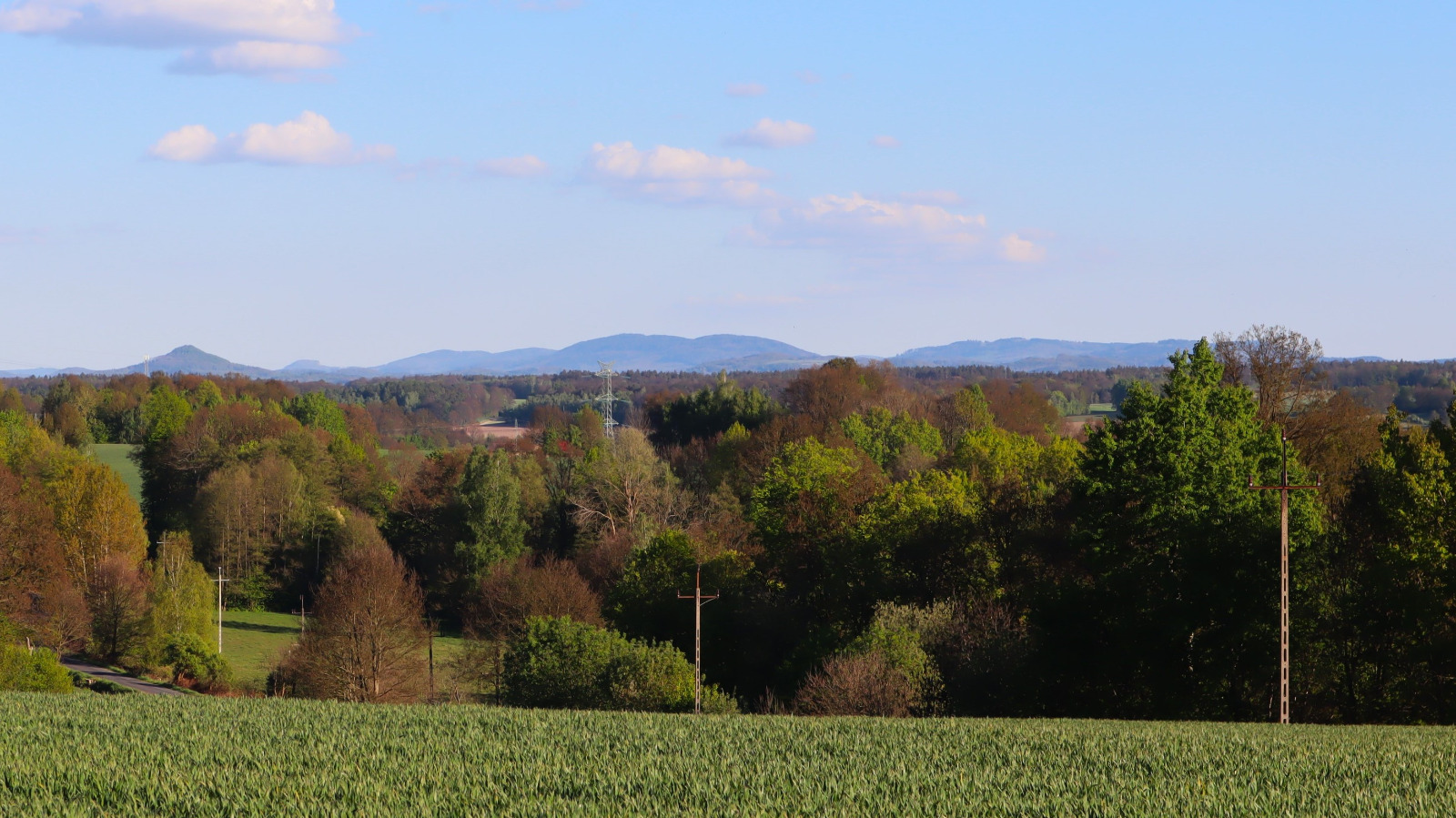
Widok na Góry Kaczawskie ze wzgórz ponad Gaszowem

Rozciąga się od Czernicy i Janówka w dolinie Bobru do Marciszowa. Jest najdłuższy i odchodzą od niego boczne grzbieciki w stronę Wojcieszowa i Świerzawy. Najwyższym szczytem Grzbietu Południowego jest Folwarczna. W grzbiecie tym wyróżnia się mniejsze pasma: Chrośnickie Kopy na północnym zachodzie oraz Góry Ołowiane na południowym wschodzie.
W grzbiecie tym idąc z północnego zachodu na południowy wschód napotykamy następujące szczyty: Czernicka Góra (513 m), Ptasia (626 m), Lastek (638, 631 m), Kazalnica (620 m), Łysa Góra (707, 691 m), Leśnica (665 m), Grapa (627 m), Ogier (646 m), Folwarczna (723 m), Skopiec (721 m), Baraniec (720 m), Ziemski Kopczyk (672 m), Leszczyniec (604 m), Straconka (611 m), Dudziarz (652 m), Różanka (628 m), Ołowiana (658 m), Turzec (684 m) i Ciechanówka (598 m).
Od Skopca ku północnemu wschodowi odchodzi boczny grzbiet z Młynicą (462 m). Od Barańca ku północnemu wschodowi odchodzi boczny grzbiet z Meszną (590 m), a ku wschodowi biegnie boczny grzbiet przez Bożniak (613 m) zakończony Górą Połom (667 m).

### Grzbiet Mały
Jest najmniejszy i najdalej wysunięty ku południowemu zachodowi. Od południa i zachodu opada ku dolinie Bobru. Ciągnie się od Pilchowic do Dziwiszowa. Najwyższym wzniesieniem jest widoczny z daleka masyw Szybowcowej Góry (561 m). Ku zachodowi i północnemu zachodowi ciągną się niewielkie wzniesienia ze Stromcem (551 m), Srebrną (491 m), Wapienną (507 m), Skowronem (472 m), Strzyżową (424 m) i Czyżykiem (425 m).

### Grzbiet Wschodni

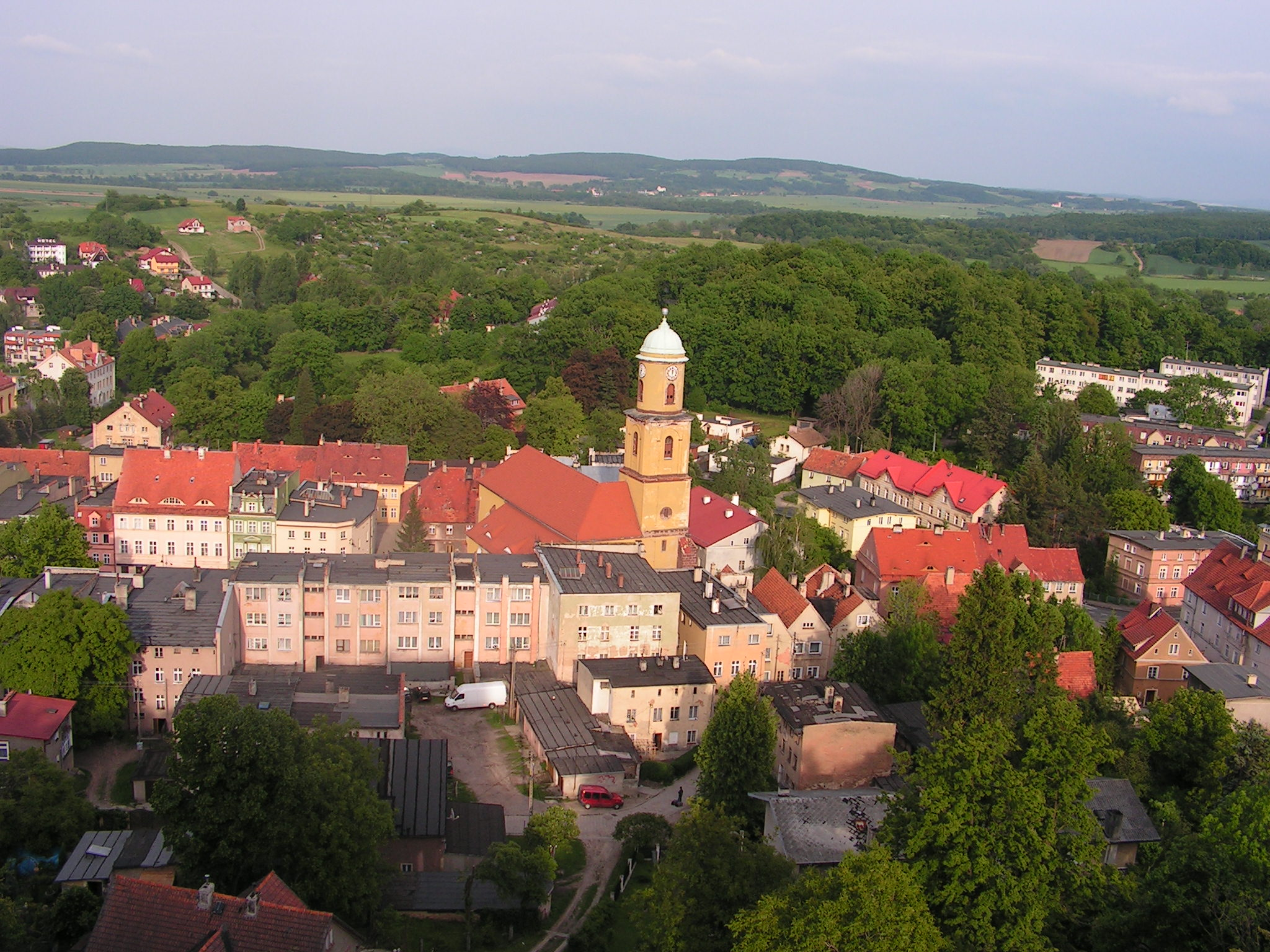
Widok na Bolków i Góry Kaczawskie

Leży na wschód od doliny Kaczawy, między miejscowościami: Stara Kraśnica, Wojcieszów, Kaczorów, Marciszów, Domanów, Bolków, Nowe Rochowice, Lipa, Dobków. Jest krótszy od Grzbietu Południowego, lecz szerszy. Ma największą powierzchnię, jego linia grzbietowa bardziej zagmatwany przebieg. Najwyższym wzniesieniem jest Poręba (671 m), leżąca w południowej części masywu. Ma ona kształt rozrogu. Na północ rozciąga się masyw Lubrzy (666 m), Niedźwiedzich Skałek (657 m), i Skiby (562 m). Odchodzi od niego grzbiecik ku północnemu wschodowi z Rakarnią (548 m), Rochowicką Skałą (495 m), Wapnikami (509 m) i Młyniczną (454 m). Masyw Niedźwiedzich Skałek łączy się poprzez Przełęcz Mysłowską z częścią północną Grzbietu Wschodniego. Tu najwyższy jest Żeleźniak (664 m). Na południowy zachód od niego ciągnie się niewielki grzbiecik ze stożkową Osełką (581 m) oraz masywem Miłka (569, 596, 573 m). Na wschód od Żeleźniaka znajdują się: Bukowinka (621, 618, 586 m) i Głogowiec (535 m). Na północny zachód od Bukowinki ciągnie się grzbiet z Marcińcem (624 m), Rogaczem (617 m), Dłużkiem (592 m), Chmielarzem (585 m), Polanką (547, 543 m) i Trzcińcem (469 m). Od tego ostatniego grzbietu odchodzą boczne ramiona, w których leżą następujące wzniesienia: Bielec (450 m), Zadora (454 m), Lipna (436 m) i Garb (404 m).

## Wody
Góry Kaczawskie leżą w dorzeczu Odry. Północną i wschodnią część odwadnia Kaczawa z dopływami – Skorą i Nysą Szaloną, a południową i zachodnią Bóbr z dopływem Lipką. Kaczawa i Lipka mają one swoje źródła w Górach Kaczawskich. Na Kaczawie między Kaczorowem a Wojcieszowem znajduje się suchy zbiornik przeciwpowodziowy, a na Bobrze, na południowo-zachodnim skraju Grzbietu Małego, Jezioro Pilchowickie.

## Fauna

### Owady
Na uwagę zasługują występujące tu motyle dzienne. W Dolinie Kaczawy i nad jej dopływami zlokalizowane są dosyć liczne stanowiska dwóch rzadkich modraszków – nausitousa i telejusa. Na łąkach koło Wojcieszowa występuje też rojnik morfeusz oraz czerwończyk nieparek. Na leśnych drogach można spotkać pokłonnika osinowca i mieniaki – tęczowca i strużnika a w kamieniołomach powszelatka sertora. W Górach Kaczawskich znajduje się także stanowisko rzadkiej przeplatki maturny a na Przełęczy Komarnickiej obserwowany był prawdopodobnie paź żeglarz.

### Płazy i gady
Wśród płazów występują tu trzy gatunki traszek: zwyczajna, górska i grzebieniasta, a także salamandra plamista, żaby brunatne i ropucha szara.
Gady reprezentowane są przez jaszczurkę żyworodną, jaszczurkę zwinkę, padalca, zaskrońca oraz żmiję zygzakowatą.
Dokładny skład gatunkowy, rozmieszczenie oraz liczebność płazów i gadów na tym terenie nie został jeszcze zbadany.

### Ptaki
Na terenie gór wykryto jak dotąd 153 gatunki ptaków z czego 112 to gatunki lęgowe lub prawdopodobnie lęgowe. Występują tu głównie ptaki leśne oraz terenów otwartych (pola, łąki, pastwiska), natomiast z racji braku odpowiednich środowisk nie spotyka się tu raczej gatunków wodno-błotnych. Lęgi wyprowadzają tutaj m.in. bocian czarny, trzmielojad, krogulec, kobuz, derkacz, siniak, puchacz, sóweczka, włochatka, zimorodek, krętogłów, dzięcioł zielonosiwy, dzięcioł średni, brzegówka, pliszka górska, pluszcz, kląskawka, strumieniówka, jarzębatka, muchołówka mała, muchołówka białoszyja, orzechówka, krzyżodziób świerkowy, dziwonia i ortolan. W okresie przelotów obserwowano tu m.in. takie gatunki jak: bielik, błotniak łąkowy, błotniak zbożowy, myszołów włochaty, orzeł przedni, rybołów, sokół wędrowny, sowa błotna, dudek i drozd obrożny.

### Ssaki
Wśród gatunków występujących w Górach Kaczawskich do cenniejszych zaliczają się nietoperze. Podczas prowadzonych przez Wrocławską Grupę Chiropterologiczną badań stwierdzono w tutejszych jaskiniach 10 gatunków: nocka dużego, nocka Bechsteina, nocka Natterera, nocka wąsatka, nocka Brandta, nocka łydkowłosego, nocka rudego, gacka brunatnego, gacka szarego oraz mopka zachodniego. Spośród nich 2 gatunki (nocek Bechsteina i nocek łydkowłosy) wpisane są do Polskiej czerwonej księgi zwierząt jako zagrożone wyginięciem, natomiast mopek zachodni, nocek duży i nocek łydkowłosy określone są jako zagrożone. Interesujące i zarazem rzadkie są występujące tu pilchy. W buczynach w okolicy Wojcieszowa i Podgórek występuje popielica natomiast w okolicy Okrajnika występuje popielica oraz prawdopodobnie orzesznica. Poza tym w Górach Kaczawskich spotkać można wydrę, kunę domową i leśną, łasicę, gronostaja, tchórza, borsuka, dzika, sarnę, jelenia, muflona oraz od niedawna wilka szarego.

## Flora
Góry Kaczawskie odznaczają się na tle Sudetów dużą ilością ciekawych gatunków ciepłolubnych występujących na tzw. nawapiennych murawkach kserotermicznych oraz dobrze zachowanymi naturalnymi drzewostanami liściastymi. Występują tu również cenne zbiorowiska łąkowe i naskalne. Rośnie tu wiele roślin rzadkich i chronionych, m.in.: wawrzynek wilczełyko, lilia złotogłów, śnieżyczka przebiśnieg, przylaszczka, pierwiosnka, miesiącznica trwała, wszewłoga górska, goryczuszka orzęsiona, goryczka krzyżowa, goryczuszka polna, dziewięćsił bezłodygowy, przewiercień okrągłolistny, kłokoczka południowa, czosnek niedźwiedzi, ciemiernik zielony, czworolist, gruszyczka, lepiężnik biały, zimowit. Charakterystycznym elementem flory tego mezoregionu są rośliny z rodziny storczykowatych występujące tu w dużej ilości i obfitości gatunków m.in. buławniki, gółka długoostrogowa, obuwik pospolity, kilka gatunków kruszczyków, listera jajowata, tajęża jednostronna, żłobik koralowy, podkolan biały, podkolan zielonawy, kukułka bzowa, kukułka Fuchsa, kukułka plamista, storczyk męski, storczyk samiczy, gnieźnik leśny.
Góry Kaczawskie posiadają kilka cennych przyrodniczo gatunków m.in.:
- cyklamen purpurowy, mający na Górze Miłek jedyne znane stanowisko w kraju.
- storczyk drobnokwiatowy, posiadający tutaj ostatnie znane stanowisko na terenie województwa[5].
- zaraza bladokwiatowa, na terenie gór posiada największą populację w regionie.
- obuwik pospolity, występujący na Dolnym Śląsku tylko tutaj i w paśmie Krowiarek[6].

## Ochrona przyrody
Obszar ten jest chroniony w ramach Sieci Natura 2000 jako obszar siedliskowy Góry i Pogórze Kaczawskie. Już w latach 60. XX w. powstał pomysł stworzenia Parku Krajobrazowego Gór Kaczawskich łączącego Rudawski Park Krajobrazowy, Park Krajobrazowy Doliny Bobru oraz Park Krajobrazowy Chełmy, jednak nigdy nie doczekał się on realizacji.
Istniejące parki krajobrazowe:
- Rudawski Park Krajobrazowy obejmujący Góry Ołowiane w południowo-wschodniej części Grzbietu Południowego.
- Park Krajobrazowy Chełmy leżący na Pogórzu Kaczawskim, obejmuje jedynie niewielki, północno-wschodni skrawek Grzbietu Wschodniego w rejonie Gorzanowic.
- Park Krajobrazowy Doliny Bobru obejmujący bardzo małą część zachodniego krańca Gór Kaczawskich.

Istniejące rezerwaty przyrody:
- Góra Miłek
- Buki Sudeckie
- Buczyna Storczykowa na Białych Skałach

W zagospodarowaniu przestrzennym kaczawskich gmin oraz nadleśnictw istnieją plany powołania kolejnych rezerwatów, m.in.:
- Bukowa Góra k. Grudna (ochrona lasu bukowego z licznymi chronionymi gatunkami roślin)
- Murawy na Przełęczy Widok (ochrona jedynego znanego stanowiska storczyka drobnokwiatowego na Dolnym Śląsku)
- Kamieniołom (chroniący populację licznych storczykowatych na obszarze dawnego kamieniołomu w Nowych Rochowicach, m.in. kruszczyk rdzawoczerwony, buławnik czerwony)
- Wapniki i Wysoka (masyw złożony z kilku wzniesień, w tym ochrona lasów bukowych i dębowych oraz rzadkich gatunków roślin, m.in. obuwik pospolity, buławnik mieczolistny, gółka długoostrogowa)

Dawniej istniał rezerwat Góra Połom, będący najcenniejszym obszarem całych Gór Kaczawskich i jednym z najbogatszych przyrodniczo obszarów tej części Polski. Występowało tu ponad 800 gatunków roślin, w tym kilkadziesiąt chronionych. Liczne jaskinie stanowiły miejsce nocowania jednej z większych kolonii nietoperzy w kraju. Pod koniec lat 70. został zlikwidowany w związku z powiększeniem kamieniołomu marmuru. Obecnie wraz z Wilczą Górą stanowią najsłynniejszy przykład niszczenia cennych przyrodniczo obszarów. Na terenie Połomu odnotowano m.in. ponad 20 gatunków storczyków oraz szereg innych chronionych gatunków. Pomimo dziesiątek apelów wystosowywanych przez ekologów i organizacje ochrony przyrody nie udało się jak do tej pory doprowadzić do przywrócenia rezerwatu lub wprowadzenia jakiejkolwiek formy czynnej ochrony niezniszczonych jeszcze fragmentów góry.

## Turystyka

### Piesze szlaki turystyczne
- Europejski długodystansowy szlak pieszy E3 na odcinku: Pilchowice Zapora st. kol. - Strzyżowa – Płoszczyna - Przełęcz Chrośnicka – Leśniak – Okole – Chrośnickie Rozdroże – Przełęcz Widok – Przełęcz nad Kobyłą – Przełęcz Komarnicka – Skopiec – Straconka – Dudziarz – Radomierz
- Wleń – Tarczynka – Przełęcz Rząśnicka – Rogatka – Okole - Lubiechowa – Świerzawa
- Wleń - Czernica – Płoszczyna przyst. aut.
- Wojcieszów – Przełęcz Komarnicka - Komarno
- Radomierz - Przełęcz Radomierska – Różanka
- Szlak Zamków Piastowskich na odcinku: Płonina – Różanka - Janowice Wielkie

### Odznaki turystyczne
Istnieją odznaki turystyczne powiązane ze zdobywaniem najwyższych szczytów tego pasma górskiego. Odznaka Korona Gór Kaczawskich ustanowiona przez Klub Zdobywców Koron Górskich RP (KZKG RP)przyznawana jest za zdobycie określonych 10 szczytów tego pasma górskiego. Z kolei odznaka Korona Kaczawska ustanowiona przez Oddział Polskiego Towarzystwa Turystyczno-Krajoznawczego (PTTK) w Legnicy wymaga wejścia na 30 wierzchołków.

## Miejscowości
Chrośnica, Czernica, Dobków, Domanów, Dziwiszów, Grudno, Janówek, Jeżów Sudecki, Kaczorów, Komarno, Lipa, Lubiechowa, Mysłów, Nielestno, Stare Rochowice, Nowe Rochowice, Pastewnik, Pilchowice, Płonina, Płoszczyna, Podgórki, Radomierz, Strzyżowiec, Świdnik, Wojcieszów.